# Klaus Wenda
Klaus Wenda (13 settembre 1941) è un compositore di scacchi austriaco.
Presidente della PCCC (Permanent Commission for Chess Composition) dal 1886 al 1994.
Nel 2010 ha ottenuto il titolo di Grande Maestro della composizione scacchistica.
Assieme a Friedrich Chlubna ha pubblicato due raccolte di composizioni di problemisti austriaci:
- "Problempalette: Schachprobleme österreich. Autoren aus den Jahren 1901-1970" (1972)
- "Problempalette II, Volume 2" (1991)

Due suoi problemi:
|   | a | b | c | d | e | f | g | h |   |
| 8 | g8 donna del bianco · h6 pedone del bianco · d5 alfiere del bianco · e5 pedone del nero · c4 re del bianco · e4 torre del bianco · b3 pedone del bianco · g3 alfiere del bianco · h3 pedone del nero · a2 pedone del bianco · d2 pedone del bianco · f2 pedone del nero · g2 pedone del nero · h2 pedone del nero · f1 re del nero · h1 torre del nero | g8 donna del bianco · h6 pedone del bianco · d5 alfiere del bianco · e5 pedone del nero · c4 re del bianco · e4 torre del bianco · b3 pedone del bianco · g3 alfiere del bianco · h3 pedone del nero · a2 pedone del bianco · d2 pedone del bianco · f2 pedone del nero · g2 pedone del nero · h2 pedone del nero · f1 re del nero · h1 torre del nero | g8 donna del bianco · h6 pedone del bianco · d5 alfiere del bianco · e5 pedone del nero · c4 re del bianco · e4 torre del bianco · b3 pedone del bianco · g3 alfiere del bianco · h3 pedone del nero · a2 pedone del bianco · d2 pedone del bianco · f2 pedone del nero · g2 pedone del nero · h2 pedone del nero · f1 re del nero · h1 torre del nero | g8 donna del bianco · h6 pedone del bianco · d5 alfiere del bianco · e5 pedone del nero · c4 re del bianco · e4 torre del bianco · b3 pedone del bianco · g3 alfiere del bianco · h3 pedone del nero · a2 pedone del bianco · d2 pedone del bianco · f2 pedone del nero · g2 pedone del nero · h2 pedone del nero · f1 re del nero · h1 torre del nero | g8 donna del bianco · h6 pedone del bianco · d5 alfiere del bianco · e5 pedone del nero · c4 re del bianco · e4 torre del bianco · b3 pedone del bianco · g3 alfiere del bianco · h3 pedone del nero · a2 pedone del bianco · d2 pedone del bianco · f2 pedone del nero · g2 pedone del nero · h2 pedone del nero · f1 re del nero · h1 torre del nero | g8 donna del bianco · h6 pedone del bianco · d5 alfiere del bianco · e5 pedone del nero · c4 re del bianco · e4 torre del bianco · b3 pedone del bianco · g3 alfiere del bianco · h3 pedone del nero · a2 pedone del bianco · d2 pedone del bianco · f2 pedone del nero · g2 pedone del nero · h2 pedone del nero · f1 re del nero · h1 torre del nero | g8 donna del bianco · h6 pedone del bianco · d5 alfiere del bianco · e5 pedone del nero · c4 re del bianco · e4 torre del bianco · b3 pedone del bianco · g3 alfiere del bianco · h3 pedone del nero · a2 pedone del bianco · d2 pedone del bianco · f2 pedone del nero · g2 pedone del nero · h2 pedone del nero · f1 re del nero · h1 torre del nero | g8 donna del bianco · h6 pedone del bianco · d5 alfiere del bianco · e5 pedone del nero · c4 re del bianco · e4 torre del bianco · b3 pedone del bianco · g3 alfiere del bianco · h3 pedone del nero · a2 pedone del bianco · d2 pedone del bianco · f2 pedone del nero · g2 pedone del nero · h2 pedone del nero · f1 re del nero · h1 torre del nero | 8 |
| 7 | g8 donna del bianco · h6 pedone del bianco · d5 alfiere del bianco · e5 pedone del nero · c4 re del bianco · e4 torre del bianco · b3 pedone del bianco · g3 alfiere del bianco · h3 pedone del nero · a2 pedone del bianco · d2 pedone del bianco · f2 pedone del nero · g2 pedone del nero · h2 pedone del nero · f1 re del nero · h1 torre del nero | g8 donna del bianco · h6 pedone del bianco · d5 alfiere del bianco · e5 pedone del nero · c4 re del bianco · e4 torre del bianco · b3 pedone del bianco · g3 alfiere del bianco · h3 pedone del nero · a2 pedone del bianco · d2 pedone del bianco · f2 pedone del nero · g2 pedone del nero · h2 pedone del nero · f1 re del nero · h1 torre del nero | g8 donna del bianco · h6 pedone del bianco · d5 alfiere del bianco · e5 pedone del nero · c4 re del bianco · e4 torre del bianco · b3 pedone del bianco · g3 alfiere del bianco · h3 pedone del nero · a2 pedone del bianco · d2 pedone del bianco · f2 pedone del nero · g2 pedone del nero · h2 pedone del nero · f1 re del nero · h1 torre del nero | g8 donna del bianco · h6 pedone del bianco · d5 alfiere del bianco · e5 pedone del nero · c4 re del bianco · e4 torre del bianco · b3 pedone del bianco · g3 alfiere del bianco · h3 pedone del nero · a2 pedone del bianco · d2 pedone del bianco · f2 pedone del nero · g2 pedone del nero · h2 pedone del nero · f1 re del nero · h1 torre del nero | g8 donna del bianco · h6 pedone del bianco · d5 alfiere del bianco · e5 pedone del nero · c4 re del bianco · e4 torre del bianco · b3 pedone del bianco · g3 alfiere del bianco · h3 pedone del nero · a2 pedone del bianco · d2 pedone del bianco · f2 pedone del nero · g2 pedone del nero · h2 pedone del nero · f1 re del nero · h1 torre del nero | g8 donna del bianco · h6 pedone del bianco · d5 alfiere del bianco · e5 pedone del nero · c4 re del bianco · e4 torre del bianco · b3 pedone del bianco · g3 alfiere del bianco · h3 pedone del nero · a2 pedone del bianco · d2 pedone del bianco · f2 pedone del nero · g2 pedone del nero · h2 pedone del nero · f1 re del nero · h1 torre del nero | g8 donna del bianco · h6 pedone del bianco · d5 alfiere del bianco · e5 pedone del nero · c4 re del bianco · e4 torre del bianco · b3 pedone del bianco · g3 alfiere del bianco · h3 pedone del nero · a2 pedone del bianco · d2 pedone del bianco · f2 pedone del nero · g2 pedone del nero · h2 pedone del nero · f1 re del nero · h1 torre del nero | g8 donna del bianco · h6 pedone del bianco · d5 alfiere del bianco · e5 pedone del nero · c4 re del bianco · e4 torre del bianco · b3 pedone del bianco · g3 alfiere del bianco · h3 pedone del nero · a2 pedone del bianco · d2 pedone del bianco · f2 pedone del nero · g2 pedone del nero · h2 pedone del nero · f1 re del nero · h1 torre del nero | 7 |
| 6 | g8 donna del bianco · h6 pedone del bianco · d5 alfiere del bianco · e5 pedone del nero · c4 re del bianco · e4 torre del bianco · b3 pedone del bianco · g3 alfiere del bianco · h3 pedone del nero · a2 pedone del bianco · d2 pedone del bianco · f2 pedone del nero · g2 pedone del nero · h2 pedone del nero · f1 re del nero · h1 torre del nero | g8 donna del bianco · h6 pedone del bianco · d5 alfiere del bianco · e5 pedone del nero · c4 re del bianco · e4 torre del bianco · b3 pedone del bianco · g3 alfiere del bianco · h3 pedone del nero · a2 pedone del bianco · d2 pedone del bianco · f2 pedone del nero · g2 pedone del nero · h2 pedone del nero · f1 re del nero · h1 torre del nero | g8 donna del bianco · h6 pedone del bianco · d5 alfiere del bianco · e5 pedone del nero · c4 re del bianco · e4 torre del bianco · b3 pedone del bianco · g3 alfiere del bianco · h3 pedone del nero · a2 pedone del bianco · d2 pedone del bianco · f2 pedone del nero · g2 pedone del nero · h2 pedone del nero · f1 re del nero · h1 torre del nero | g8 donna del bianco · h6 pedone del bianco · d5 alfiere del bianco · e5 pedone del nero · c4 re del bianco · e4 torre del bianco · b3 pedone del bianco · g3 alfiere del bianco · h3 pedone del nero · a2 pedone del bianco · d2 pedone del bianco · f2 pedone del nero · g2 pedone del nero · h2 pedone del nero · f1 re del nero · h1 torre del nero | g8 donna del bianco · h6 pedone del bianco · d5 alfiere del bianco · e5 pedone del nero · c4 re del bianco · e4 torre del bianco · b3 pedone del bianco · g3 alfiere del bianco · h3 pedone del nero · a2 pedone del bianco · d2 pedone del bianco · f2 pedone del nero · g2 pedone del nero · h2 pedone del nero · f1 re del nero · h1 torre del nero | g8 donna del bianco · h6 pedone del bianco · d5 alfiere del bianco · e5 pedone del nero · c4 re del bianco · e4 torre del bianco · b3 pedone del bianco · g3 alfiere del bianco · h3 pedone del nero · a2 pedone del bianco · d2 pedone del bianco · f2 pedone del nero · g2 pedone del nero · h2 pedone del nero · f1 re del nero · h1 torre del nero | g8 donna del bianco · h6 pedone del bianco · d5 alfiere del bianco · e5 pedone del nero · c4 re del bianco · e4 torre del bianco · b3 pedone del bianco · g3 alfiere del bianco · h3 pedone del nero · a2 pedone del bianco · d2 pedone del bianco · f2 pedone del nero · g2 pedone del nero · h2 pedone del nero · f1 re del nero · h1 torre del nero | g8 donna del bianco · h6 pedone del bianco · d5 alfiere del bianco · e5 pedone del nero · c4 re del bianco · e4 torre del bianco · b3 pedone del bianco · g3 alfiere del bianco · h3 pedone del nero · a2 pedone del bianco · d2 pedone del bianco · f2 pedone del nero · g2 pedone del nero · h2 pedone del nero · f1 re del nero · h1 torre del nero | 6 |
| 5 | g8 donna del bianco · h6 pedone del bianco · d5 alfiere del bianco · e5 pedone del nero · c4 re del bianco · e4 torre del bianco · b3 pedone del bianco · g3 alfiere del bianco · h3 pedone del nero · a2 pedone del bianco · d2 pedone del bianco · f2 pedone del nero · g2 pedone del nero · h2 pedone del nero · f1 re del nero · h1 torre del nero | g8 donna del bianco · h6 pedone del bianco · d5 alfiere del bianco · e5 pedone del nero · c4 re del bianco · e4 torre del bianco · b3 pedone del bianco · g3 alfiere del bianco · h3 pedone del nero · a2 pedone del bianco · d2 pedone del bianco · f2 pedone del nero · g2 pedone del nero · h2 pedone del nero · f1 re del nero · h1 torre del nero | g8 donna del bianco · h6 pedone del bianco · d5 alfiere del bianco · e5 pedone del nero · c4 re del bianco · e4 torre del bianco · b3 pedone del bianco · g3 alfiere del bianco · h3 pedone del nero · a2 pedone del bianco · d2 pedone del bianco · f2 pedone del nero · g2 pedone del nero · h2 pedone del nero · f1 re del nero · h1 torre del nero | g8 donna del bianco · h6 pedone del bianco · d5 alfiere del bianco · e5 pedone del nero · c4 re del bianco · e4 torre del bianco · b3 pedone del bianco · g3 alfiere del bianco · h3 pedone del nero · a2 pedone del bianco · d2 pedone del bianco · f2 pedone del nero · g2 pedone del nero · h2 pedone del nero · f1 re del nero · h1 torre del nero | g8 donna del bianco · h6 pedone del bianco · d5 alfiere del bianco · e5 pedone del nero · c4 re del bianco · e4 torre del bianco · b3 pedone del bianco · g3 alfiere del bianco · h3 pedone del nero · a2 pedone del bianco · d2 pedone del bianco · f2 pedone del nero · g2 pedone del nero · h2 pedone del nero · f1 re del nero · h1 torre del nero | g8 donna del bianco · h6 pedone del bianco · d5 alfiere del bianco · e5 pedone del nero · c4 re del bianco · e4 torre del bianco · b3 pedone del bianco · g3 alfiere del bianco · h3 pedone del nero · a2 pedone del bianco · d2 pedone del bianco · f2 pedone del nero · g2 pedone del nero · h2 pedone del nero · f1 re del nero · h1 torre del nero | g8 donna del bianco · h6 pedone del bianco · d5 alfiere del bianco · e5 pedone del nero · c4 re del bianco · e4 torre del bianco · b3 pedone del bianco · g3 alfiere del bianco · h3 pedone del nero · a2 pedone del bianco · d2 pedone del bianco · f2 pedone del nero · g2 pedone del nero · h2 pedone del nero · f1 re del nero · h1 torre del nero | g8 donna del bianco · h6 pedone del bianco · d5 alfiere del bianco · e5 pedone del nero · c4 re del bianco · e4 torre del bianco · b3 pedone del bianco · g3 alfiere del bianco · h3 pedone del nero · a2 pedone del bianco · d2 pedone del bianco · f2 pedone del nero · g2 pedone del nero · h2 pedone del nero · f1 re del nero · h1 torre del nero | 5 |
| 4 | g8 donna del bianco · h6 pedone del bianco · d5 alfiere del bianco · e5 pedone del nero · c4 re del bianco · e4 torre del bianco · b3 pedone del bianco · g3 alfiere del bianco · h3 pedone del nero · a2 pedone del bianco · d2 pedone del bianco · f2 pedone del nero · g2 pedone del nero · h2 pedone del nero · f1 re del nero · h1 torre del nero | g8 donna del bianco · h6 pedone del bianco · d5 alfiere del bianco · e5 pedone del nero · c4 re del bianco · e4 torre del bianco · b3 pedone del bianco · g3 alfiere del bianco · h3 pedone del nero · a2 pedone del bianco · d2 pedone del bianco · f2 pedone del nero · g2 pedone del nero · h2 pedone del nero · f1 re del nero · h1 torre del nero | g8 donna del bianco · h6 pedone del bianco · d5 alfiere del bianco · e5 pedone del nero · c4 re del bianco · e4 torre del bianco · b3 pedone del bianco · g3 alfiere del bianco · h3 pedone del nero · a2 pedone del bianco · d2 pedone del bianco · f2 pedone del nero · g2 pedone del nero · h2 pedone del nero · f1 re del nero · h1 torre del nero | g8 donna del bianco · h6 pedone del bianco · d5 alfiere del bianco · e5 pedone del nero · c4 re del bianco · e4 torre del bianco · b3 pedone del bianco · g3 alfiere del bianco · h3 pedone del nero · a2 pedone del bianco · d2 pedone del bianco · f2 pedone del nero · g2 pedone del nero · h2 pedone del nero · f1 re del nero · h1 torre del nero | g8 donna del bianco · h6 pedone del bianco · d5 alfiere del bianco · e5 pedone del nero · c4 re del bianco · e4 torre del bianco · b3 pedone del bianco · g3 alfiere del bianco · h3 pedone del nero · a2 pedone del bianco · d2 pedone del bianco · f2 pedone del nero · g2 pedone del nero · h2 pedone del nero · f1 re del nero · h1 torre del nero | g8 donna del bianco · h6 pedone del bianco · d5 alfiere del bianco · e5 pedone del nero · c4 re del bianco · e4 torre del bianco · b3 pedone del bianco · g3 alfiere del bianco · h3 pedone del nero · a2 pedone del bianco · d2 pedone del bianco · f2 pedone del nero · g2 pedone del nero · h2 pedone del nero · f1 re del nero · h1 torre del nero | g8 donna del bianco · h6 pedone del bianco · d5 alfiere del bianco · e5 pedone del nero · c4 re del bianco · e4 torre del bianco · b3 pedone del bianco · g3 alfiere del bianco · h3 pedone del nero · a2 pedone del bianco · d2 pedone del bianco · f2 pedone del nero · g2 pedone del nero · h2 pedone del nero · f1 re del nero · h1 torre del nero | g8 donna del bianco · h6 pedone del bianco · d5 alfiere del bianco · e5 pedone del nero · c4 re del bianco · e4 torre del bianco · b3 pedone del bianco · g3 alfiere del bianco · h3 pedone del nero · a2 pedone del bianco · d2 pedone del bianco · f2 pedone del nero · g2 pedone del nero · h2 pedone del nero · f1 re del nero · h1 torre del nero | 4 |
| 3 | g8 donna del bianco · h6 pedone del bianco · d5 alfiere del bianco · e5 pedone del nero · c4 re del bianco · e4 torre del bianco · b3 pedone del bianco · g3 alfiere del bianco · h3 pedone del nero · a2 pedone del bianco · d2 pedone del bianco · f2 pedone del nero · g2 pedone del nero · h2 pedone del nero · f1 re del nero · h1 torre del nero | g8 donna del bianco · h6 pedone del bianco · d5 alfiere del bianco · e5 pedone del nero · c4 re del bianco · e4 torre del bianco · b3 pedone del bianco · g3 alfiere del bianco · h3 pedone del nero · a2 pedone del bianco · d2 pedone del bianco · f2 pedone del nero · g2 pedone del nero · h2 pedone del nero · f1 re del nero · h1 torre del nero | g8 donna del bianco · h6 pedone del bianco · d5 alfiere del bianco · e5 pedone del nero · c4 re del bianco · e4 torre del bianco · b3 pedone del bianco · g3 alfiere del bianco · h3 pedone del nero · a2 pedone del bianco · d2 pedone del bianco · f2 pedone del nero · g2 pedone del nero · h2 pedone del nero · f1 re del nero · h1 torre del nero | g8 donna del bianco · h6 pedone del bianco · d5 alfiere del bianco · e5 pedone del nero · c4 re del bianco · e4 torre del bianco · b3 pedone del bianco · g3 alfiere del bianco · h3 pedone del nero · a2 pedone del bianco · d2 pedone del bianco · f2 pedone del nero · g2 pedone del nero · h2 pedone del nero · f1 re del nero · h1 torre del nero | g8 donna del bianco · h6 pedone del bianco · d5 alfiere del bianco · e5 pedone del nero · c4 re del bianco · e4 torre del bianco · b3 pedone del bianco · g3 alfiere del bianco · h3 pedone del nero · a2 pedone del bianco · d2 pedone del bianco · f2 pedone del nero · g2 pedone del nero · h2 pedone del nero · f1 re del nero · h1 torre del nero | g8 donna del bianco · h6 pedone del bianco · d5 alfiere del bianco · e5 pedone del nero · c4 re del bianco · e4 torre del bianco · b3 pedone del bianco · g3 alfiere del bianco · h3 pedone del nero · a2 pedone del bianco · d2 pedone del bianco · f2 pedone del nero · g2 pedone del nero · h2 pedone del nero · f1 re del nero · h1 torre del nero | g8 donna del bianco · h6 pedone del bianco · d5 alfiere del bianco · e5 pedone del nero · c4 re del bianco · e4 torre del bianco · b3 pedone del bianco · g3 alfiere del bianco · h3 pedone del nero · a2 pedone del bianco · d2 pedone del bianco · f2 pedone del nero · g2 pedone del nero · h2 pedone del nero · f1 re del nero · h1 torre del nero | g8 donna del bianco · h6 pedone del bianco · d5 alfiere del bianco · e5 pedone del nero · c4 re del bianco · e4 torre del bianco · b3 pedone del bianco · g3 alfiere del bianco · h3 pedone del nero · a2 pedone del bianco · d2 pedone del bianco · f2 pedone del nero · g2 pedone del nero · h2 pedone del nero · f1 re del nero · h1 torre del nero | 3 |
| 2 | g8 donna del bianco · h6 pedone del bianco · d5 alfiere del bianco · e5 pedone del nero · c4 re del bianco · e4 torre del bianco · b3 pedone del bianco · g3 alfiere del bianco · h3 pedone del nero · a2 pedone del bianco · d2 pedone del bianco · f2 pedone del nero · g2 pedone del nero · h2 pedone del nero · f1 re del nero · h1 torre del nero | g8 donna del bianco · h6 pedone del bianco · d5 alfiere del bianco · e5 pedone del nero · c4 re del bianco · e4 torre del bianco · b3 pedone del bianco · g3 alfiere del bianco · h3 pedone del nero · a2 pedone del bianco · d2 pedone del bianco · f2 pedone del nero · g2 pedone del nero · h2 pedone del nero · f1 re del nero · h1 torre del nero | g8 donna del bianco · h6 pedone del bianco · d5 alfiere del bianco · e5 pedone del nero · c4 re del bianco · e4 torre del bianco · b3 pedone del bianco · g3 alfiere del bianco · h3 pedone del nero · a2 pedone del bianco · d2 pedone del bianco · f2 pedone del nero · g2 pedone del nero · h2 pedone del nero · f1 re del nero · h1 torre del nero | g8 donna del bianco · h6 pedone del bianco · d5 alfiere del bianco · e5 pedone del nero · c4 re del bianco · e4 torre del bianco · b3 pedone del bianco · g3 alfiere del bianco · h3 pedone del nero · a2 pedone del bianco · d2 pedone del bianco · f2 pedone del nero · g2 pedone del nero · h2 pedone del nero · f1 re del nero · h1 torre del nero | g8 donna del bianco · h6 pedone del bianco · d5 alfiere del bianco · e5 pedone del nero · c4 re del bianco · e4 torre del bianco · b3 pedone del bianco · g3 alfiere del bianco · h3 pedone del nero · a2 pedone del bianco · d2 pedone del bianco · f2 pedone del nero · g2 pedone del nero · h2 pedone del nero · f1 re del nero · h1 torre del nero | g8 donna del bianco · h6 pedone del bianco · d5 alfiere del bianco · e5 pedone del nero · c4 re del bianco · e4 torre del bianco · b3 pedone del bianco · g3 alfiere del bianco · h3 pedone del nero · a2 pedone del bianco · d2 pedone del bianco · f2 pedone del nero · g2 pedone del nero · h2 pedone del nero · f1 re del nero · h1 torre del nero | g8 donna del bianco · h6 pedone del bianco · d5 alfiere del bianco · e5 pedone del nero · c4 re del bianco · e4 torre del bianco · b3 pedone del bianco · g3 alfiere del bianco · h3 pedone del nero · a2 pedone del bianco · d2 pedone del bianco · f2 pedone del nero · g2 pedone del nero · h2 pedone del nero · f1 re del nero · h1 torre del nero | g8 donna del bianco · h6 pedone del bianco · d5 alfiere del bianco · e5 pedone del nero · c4 re del bianco · e4 torre del bianco · b3 pedone del bianco · g3 alfiere del bianco · h3 pedone del nero · a2 pedone del bianco · d2 pedone del bianco · f2 pedone del nero · g2 pedone del nero · h2 pedone del nero · f1 re del nero · h1 torre del nero | 2 |
| 1 | g8 donna del bianco · h6 pedone del bianco · d5 alfiere del bianco · e5 pedone del nero · c4 re del bianco · e4 torre del bianco · b3 pedone del bianco · g3 alfiere del bianco · h3 pedone del nero · a2 pedone del bianco · d2 pedone del bianco · f2 pedone del nero · g2 pedone del nero · h2 pedone del nero · f1 re del nero · h1 torre del nero | g8 donna del bianco · h6 pedone del bianco · d5 alfiere del bianco · e5 pedone del nero · c4 re del bianco · e4 torre del bianco · b3 pedone del bianco · g3 alfiere del bianco · h3 pedone del nero · a2 pedone del bianco · d2 pedone del bianco · f2 pedone del nero · g2 pedone del nero · h2 pedone del nero · f1 re del nero · h1 torre del nero | g8 donna del bianco · h6 pedone del bianco · d5 alfiere del bianco · e5 pedone del nero · c4 re del bianco · e4 torre del bianco · b3 pedone del bianco · g3 alfiere del bianco · h3 pedone del nero · a2 pedone del bianco · d2 pedone del bianco · f2 pedone del nero · g2 pedone del nero · h2 pedone del nero · f1 re del nero · h1 torre del nero | g8 donna del bianco · h6 pedone del bianco · d5 alfiere del bianco · e5 pedone del nero · c4 re del bianco · e4 torre del bianco · b3 pedone del bianco · g3 alfiere del bianco · h3 pedone del nero · a2 pedone del bianco · d2 pedone del bianco · f2 pedone del nero · g2 pedone del nero · h2 pedone del nero · f1 re del nero · h1 torre del nero | g8 donna del bianco · h6 pedone del bianco · d5 alfiere del bianco · e5 pedone del nero · c4 re del bianco · e4 torre del bianco · b3 pedone del bianco · g3 alfiere del bianco · h3 pedone del nero · a2 pedone del bianco · d2 pedone del bianco · f2 pedone del nero · g2 pedone del nero · h2 pedone del nero · f1 re del nero · h1 torre del nero | g8 donna del bianco · h6 pedone del bianco · d5 alfiere del bianco · e5 pedone del nero · c4 re del bianco · e4 torre del bianco · b3 pedone del bianco · g3 alfiere del bianco · h3 pedone del nero · a2 pedone del bianco · d2 pedone del bianco · f2 pedone del nero · g2 pedone del nero · h2 pedone del nero · f1 re del nero · h1 torre del nero | g8 donna del bianco · h6 pedone del bianco · d5 alfiere del bianco · e5 pedone del nero · c4 re del bianco · e4 torre del bianco · b3 pedone del bianco · g3 alfiere del bianco · h3 pedone del nero · a2 pedone del bianco · d2 pedone del bianco · f2 pedone del nero · g2 pedone del nero · h2 pedone del nero · f1 re del nero · h1 torre del nero | g8 donna del bianco · h6 pedone del bianco · d5 alfiere del bianco · e5 pedone del nero · c4 re del bianco · e4 torre del bianco · b3 pedone del bianco · g3 alfiere del bianco · h3 pedone del nero · a2 pedone del bianco · d2 pedone del bianco · f2 pedone del nero · g2 pedone del nero · h2 pedone del nero · f1 re del nero · h1 torre del nero | 1 |
|   | a | b | c | d | e | f | g | h |   |

Soluzione:
1. Dh7 !  (zugzwang)
1. ...g1=D/T 2. Txe5 ... 3. Db1#

1. ...g1=C  2. Da7 ...  3. Dxf2#

1. ...g1=A  2. Axe5 Rg2  3. Te1#

1. ...Rg1  2. Da7 Rf1  3. Dxf2#

|   | a | b | c | d | e | f | g | h |   |
| 8 | a8 alfiere del nero · e7 pedone del nero · h7 torre del nero · e6 alfiere del bianco · h6 pedone del nero · e5 pedone del nero · b4 cavallo del nero · e4 re del nero · f4 pedone del nero · g4 donna del bianco · b3 pedone del bianco · f3 cavallo del bianco · h3 pedone del nero · a2 torre del nero · b2 pedone del bianco · c2 pedone del bianco · f2 pedone del bianco · c1 cavallo del bianco · h1 re del bianco | a8 alfiere del nero · e7 pedone del nero · h7 torre del nero · e6 alfiere del bianco · h6 pedone del nero · e5 pedone del nero · b4 cavallo del nero · e4 re del nero · f4 pedone del nero · g4 donna del bianco · b3 pedone del bianco · f3 cavallo del bianco · h3 pedone del nero · a2 torre del nero · b2 pedone del bianco · c2 pedone del bianco · f2 pedone del bianco · c1 cavallo del bianco · h1 re del bianco | a8 alfiere del nero · e7 pedone del nero · h7 torre del nero · e6 alfiere del bianco · h6 pedone del nero · e5 pedone del nero · b4 cavallo del nero · e4 re del nero · f4 pedone del nero · g4 donna del bianco · b3 pedone del bianco · f3 cavallo del bianco · h3 pedone del nero · a2 torre del nero · b2 pedone del bianco · c2 pedone del bianco · f2 pedone del bianco · c1 cavallo del bianco · h1 re del bianco | a8 alfiere del nero · e7 pedone del nero · h7 torre del nero · e6 alfiere del bianco · h6 pedone del nero · e5 pedone del nero · b4 cavallo del nero · e4 re del nero · f4 pedone del nero · g4 donna del bianco · b3 pedone del bianco · f3 cavallo del bianco · h3 pedone del nero · a2 torre del nero · b2 pedone del bianco · c2 pedone del bianco · f2 pedone del bianco · c1 cavallo del bianco · h1 re del bianco | a8 alfiere del nero · e7 pedone del nero · h7 torre del nero · e6 alfiere del bianco · h6 pedone del nero · e5 pedone del nero · b4 cavallo del nero · e4 re del nero · f4 pedone del nero · g4 donna del bianco · b3 pedone del bianco · f3 cavallo del bianco · h3 pedone del nero · a2 torre del nero · b2 pedone del bianco · c2 pedone del bianco · f2 pedone del bianco · c1 cavallo del bianco · h1 re del bianco | a8 alfiere del nero · e7 pedone del nero · h7 torre del nero · e6 alfiere del bianco · h6 pedone del nero · e5 pedone del nero · b4 cavallo del nero · e4 re del nero · f4 pedone del nero · g4 donna del bianco · b3 pedone del bianco · f3 cavallo del bianco · h3 pedone del nero · a2 torre del nero · b2 pedone del bianco · c2 pedone del bianco · f2 pedone del bianco · c1 cavallo del bianco · h1 re del bianco | a8 alfiere del nero · e7 pedone del nero · h7 torre del nero · e6 alfiere del bianco · h6 pedone del nero · e5 pedone del nero · b4 cavallo del nero · e4 re del nero · f4 pedone del nero · g4 donna del bianco · b3 pedone del bianco · f3 cavallo del bianco · h3 pedone del nero · a2 torre del nero · b2 pedone del bianco · c2 pedone del bianco · f2 pedone del bianco · c1 cavallo del bianco · h1 re del bianco | a8 alfiere del nero · e7 pedone del nero · h7 torre del nero · e6 alfiere del bianco · h6 pedone del nero · e5 pedone del nero · b4 cavallo del nero · e4 re del nero · f4 pedone del nero · g4 donna del bianco · b3 pedone del bianco · f3 cavallo del bianco · h3 pedone del nero · a2 torre del nero · b2 pedone del bianco · c2 pedone del bianco · f2 pedone del bianco · c1 cavallo del bianco · h1 re del bianco | 8 |
| 7 | a8 alfiere del nero · e7 pedone del nero · h7 torre del nero · e6 alfiere del bianco · h6 pedone del nero · e5 pedone del nero · b4 cavallo del nero · e4 re del nero · f4 pedone del nero · g4 donna del bianco · b3 pedone del bianco · f3 cavallo del bianco · h3 pedone del nero · a2 torre del nero · b2 pedone del bianco · c2 pedone del bianco · f2 pedone del bianco · c1 cavallo del bianco · h1 re del bianco | a8 alfiere del nero · e7 pedone del nero · h7 torre del nero · e6 alfiere del bianco · h6 pedone del nero · e5 pedone del nero · b4 cavallo del nero · e4 re del nero · f4 pedone del nero · g4 donna del bianco · b3 pedone del bianco · f3 cavallo del bianco · h3 pedone del nero · a2 torre del nero · b2 pedone del bianco · c2 pedone del bianco · f2 pedone del bianco · c1 cavallo del bianco · h1 re del bianco | a8 alfiere del nero · e7 pedone del nero · h7 torre del nero · e6 alfiere del bianco · h6 pedone del nero · e5 pedone del nero · b4 cavallo del nero · e4 re del nero · f4 pedone del nero · g4 donna del bianco · b3 pedone del bianco · f3 cavallo del bianco · h3 pedone del nero · a2 torre del nero · b2 pedone del bianco · c2 pedone del bianco · f2 pedone del bianco · c1 cavallo del bianco · h1 re del bianco | a8 alfiere del nero · e7 pedone del nero · h7 torre del nero · e6 alfiere del bianco · h6 pedone del nero · e5 pedone del nero · b4 cavallo del nero · e4 re del nero · f4 pedone del nero · g4 donna del bianco · b3 pedone del bianco · f3 cavallo del bianco · h3 pedone del nero · a2 torre del nero · b2 pedone del bianco · c2 pedone del bianco · f2 pedone del bianco · c1 cavallo del bianco · h1 re del bianco | a8 alfiere del nero · e7 pedone del nero · h7 torre del nero · e6 alfiere del bianco · h6 pedone del nero · e5 pedone del nero · b4 cavallo del nero · e4 re del nero · f4 pedone del nero · g4 donna del bianco · b3 pedone del bianco · f3 cavallo del bianco · h3 pedone del nero · a2 torre del nero · b2 pedone del bianco · c2 pedone del bianco · f2 pedone del bianco · c1 cavallo del bianco · h1 re del bianco | a8 alfiere del nero · e7 pedone del nero · h7 torre del nero · e6 alfiere del bianco · h6 pedone del nero · e5 pedone del nero · b4 cavallo del nero · e4 re del nero · f4 pedone del nero · g4 donna del bianco · b3 pedone del bianco · f3 cavallo del bianco · h3 pedone del nero · a2 torre del nero · b2 pedone del bianco · c2 pedone del bianco · f2 pedone del bianco · c1 cavallo del bianco · h1 re del bianco | a8 alfiere del nero · e7 pedone del nero · h7 torre del nero · e6 alfiere del bianco · h6 pedone del nero · e5 pedone del nero · b4 cavallo del nero · e4 re del nero · f4 pedone del nero · g4 donna del bianco · b3 pedone del bianco · f3 cavallo del bianco · h3 pedone del nero · a2 torre del nero · b2 pedone del bianco · c2 pedone del bianco · f2 pedone del bianco · c1 cavallo del bianco · h1 re del bianco | a8 alfiere del nero · e7 pedone del nero · h7 torre del nero · e6 alfiere del bianco · h6 pedone del nero · e5 pedone del nero · b4 cavallo del nero · e4 re del nero · f4 pedone del nero · g4 donna del bianco · b3 pedone del bianco · f3 cavallo del bianco · h3 pedone del nero · a2 torre del nero · b2 pedone del bianco · c2 pedone del bianco · f2 pedone del bianco · c1 cavallo del bianco · h1 re del bianco | 7 |
| 6 | a8 alfiere del nero · e7 pedone del nero · h7 torre del nero · e6 alfiere del bianco · h6 pedone del nero · e5 pedone del nero · b4 cavallo del nero · e4 re del nero · f4 pedone del nero · g4 donna del bianco · b3 pedone del bianco · f3 cavallo del bianco · h3 pedone del nero · a2 torre del nero · b2 pedone del bianco · c2 pedone del bianco · f2 pedone del bianco · c1 cavallo del bianco · h1 re del bianco | a8 alfiere del nero · e7 pedone del nero · h7 torre del nero · e6 alfiere del bianco · h6 pedone del nero · e5 pedone del nero · b4 cavallo del nero · e4 re del nero · f4 pedone del nero · g4 donna del bianco · b3 pedone del bianco · f3 cavallo del bianco · h3 pedone del nero · a2 torre del nero · b2 pedone del bianco · c2 pedone del bianco · f2 pedone del bianco · c1 cavallo del bianco · h1 re del bianco | a8 alfiere del nero · e7 pedone del nero · h7 torre del nero · e6 alfiere del bianco · h6 pedone del nero · e5 pedone del nero · b4 cavallo del nero · e4 re del nero · f4 pedone del nero · g4 donna del bianco · b3 pedone del bianco · f3 cavallo del bianco · h3 pedone del nero · a2 torre del nero · b2 pedone del bianco · c2 pedone del bianco · f2 pedone del bianco · c1 cavallo del bianco · h1 re del bianco | a8 alfiere del nero · e7 pedone del nero · h7 torre del nero · e6 alfiere del bianco · h6 pedone del nero · e5 pedone del nero · b4 cavallo del nero · e4 re del nero · f4 pedone del nero · g4 donna del bianco · b3 pedone del bianco · f3 cavallo del bianco · h3 pedone del nero · a2 torre del nero · b2 pedone del bianco · c2 pedone del bianco · f2 pedone del bianco · c1 cavallo del bianco · h1 re del bianco | a8 alfiere del nero · e7 pedone del nero · h7 torre del nero · e6 alfiere del bianco · h6 pedone del nero · e5 pedone del nero · b4 cavallo del nero · e4 re del nero · f4 pedone del nero · g4 donna del bianco · b3 pedone del bianco · f3 cavallo del bianco · h3 pedone del nero · a2 torre del nero · b2 pedone del bianco · c2 pedone del bianco · f2 pedone del bianco · c1 cavallo del bianco · h1 re del bianco | a8 alfiere del nero · e7 pedone del nero · h7 torre del nero · e6 alfiere del bianco · h6 pedone del nero · e5 pedone del nero · b4 cavallo del nero · e4 re del nero · f4 pedone del nero · g4 donna del bianco · b3 pedone del bianco · f3 cavallo del bianco · h3 pedone del nero · a2 torre del nero · b2 pedone del bianco · c2 pedone del bianco · f2 pedone del bianco · c1 cavallo del bianco · h1 re del bianco | a8 alfiere del nero · e7 pedone del nero · h7 torre del nero · e6 alfiere del bianco · h6 pedone del nero · e5 pedone del nero · b4 cavallo del nero · e4 re del nero · f4 pedone del nero · g4 donna del bianco · b3 pedone del bianco · f3 cavallo del bianco · h3 pedone del nero · a2 torre del nero · b2 pedone del bianco · c2 pedone del bianco · f2 pedone del bianco · c1 cavallo del bianco · h1 re del bianco | a8 alfiere del nero · e7 pedone del nero · h7 torre del nero · e6 alfiere del bianco · h6 pedone del nero · e5 pedone del nero · b4 cavallo del nero · e4 re del nero · f4 pedone del nero · g4 donna del bianco · b3 pedone del bianco · f3 cavallo del bianco · h3 pedone del nero · a2 torre del nero · b2 pedone del bianco · c2 pedone del bianco · f2 pedone del bianco · c1 cavallo del bianco · h1 re del bianco | 6 |
| 5 | a8 alfiere del nero · e7 pedone del nero · h7 torre del nero · e6 alfiere del bianco · h6 pedone del nero · e5 pedone del nero · b4 cavallo del nero · e4 re del nero · f4 pedone del nero · g4 donna del bianco · b3 pedone del bianco · f3 cavallo del bianco · h3 pedone del nero · a2 torre del nero · b2 pedone del bianco · c2 pedone del bianco · f2 pedone del bianco · c1 cavallo del bianco · h1 re del bianco | a8 alfiere del nero · e7 pedone del nero · h7 torre del nero · e6 alfiere del bianco · h6 pedone del nero · e5 pedone del nero · b4 cavallo del nero · e4 re del nero · f4 pedone del nero · g4 donna del bianco · b3 pedone del bianco · f3 cavallo del bianco · h3 pedone del nero · a2 torre del nero · b2 pedone del bianco · c2 pedone del bianco · f2 pedone del bianco · c1 cavallo del bianco · h1 re del bianco | a8 alfiere del nero · e7 pedone del nero · h7 torre del nero · e6 alfiere del bianco · h6 pedone del nero · e5 pedone del nero · b4 cavallo del nero · e4 re del nero · f4 pedone del nero · g4 donna del bianco · b3 pedone del bianco · f3 cavallo del bianco · h3 pedone del nero · a2 torre del nero · b2 pedone del bianco · c2 pedone del bianco · f2 pedone del bianco · c1 cavallo del bianco · h1 re del bianco | a8 alfiere del nero · e7 pedone del nero · h7 torre del nero · e6 alfiere del bianco · h6 pedone del nero · e5 pedone del nero · b4 cavallo del nero · e4 re del nero · f4 pedone del nero · g4 donna del bianco · b3 pedone del bianco · f3 cavallo del bianco · h3 pedone del nero · a2 torre del nero · b2 pedone del bianco · c2 pedone del bianco · f2 pedone del bianco · c1 cavallo del bianco · h1 re del bianco | a8 alfiere del nero · e7 pedone del nero · h7 torre del nero · e6 alfiere del bianco · h6 pedone del nero · e5 pedone del nero · b4 cavallo del nero · e4 re del nero · f4 pedone del nero · g4 donna del bianco · b3 pedone del bianco · f3 cavallo del bianco · h3 pedone del nero · a2 torre del nero · b2 pedone del bianco · c2 pedone del bianco · f2 pedone del bianco · c1 cavallo del bianco · h1 re del bianco | a8 alfiere del nero · e7 pedone del nero · h7 torre del nero · e6 alfiere del bianco · h6 pedone del nero · e5 pedone del nero · b4 cavallo del nero · e4 re del nero · f4 pedone del nero · g4 donna del bianco · b3 pedone del bianco · f3 cavallo del bianco · h3 pedone del nero · a2 torre del nero · b2 pedone del bianco · c2 pedone del bianco · f2 pedone del bianco · c1 cavallo del bianco · h1 re del bianco | a8 alfiere del nero · e7 pedone del nero · h7 torre del nero · e6 alfiere del bianco · h6 pedone del nero · e5 pedone del nero · b4 cavallo del nero · e4 re del nero · f4 pedone del nero · g4 donna del bianco · b3 pedone del bianco · f3 cavallo del bianco · h3 pedone del nero · a2 torre del nero · b2 pedone del bianco · c2 pedone del bianco · f2 pedone del bianco · c1 cavallo del bianco · h1 re del bianco | a8 alfiere del nero · e7 pedone del nero · h7 torre del nero · e6 alfiere del bianco · h6 pedone del nero · e5 pedone del nero · b4 cavallo del nero · e4 re del nero · f4 pedone del nero · g4 donna del bianco · b3 pedone del bianco · f3 cavallo del bianco · h3 pedone del nero · a2 torre del nero · b2 pedone del bianco · c2 pedone del bianco · f2 pedone del bianco · c1 cavallo del bianco · h1 re del bianco | 5 |
| 4 | a8 alfiere del nero · e7 pedone del nero · h7 torre del nero · e6 alfiere del bianco · h6 pedone del nero · e5 pedone del nero · b4 cavallo del nero · e4 re del nero · f4 pedone del nero · g4 donna del bianco · b3 pedone del bianco · f3 cavallo del bianco · h3 pedone del nero · a2 torre del nero · b2 pedone del bianco · c2 pedone del bianco · f2 pedone del bianco · c1 cavallo del bianco · h1 re del bianco | a8 alfiere del nero · e7 pedone del nero · h7 torre del nero · e6 alfiere del bianco · h6 pedone del nero · e5 pedone del nero · b4 cavallo del nero · e4 re del nero · f4 pedone del nero · g4 donna del bianco · b3 pedone del bianco · f3 cavallo del bianco · h3 pedone del nero · a2 torre del nero · b2 pedone del bianco · c2 pedone del bianco · f2 pedone del bianco · c1 cavallo del bianco · h1 re del bianco | a8 alfiere del nero · e7 pedone del nero · h7 torre del nero · e6 alfiere del bianco · h6 pedone del nero · e5 pedone del nero · b4 cavallo del nero · e4 re del nero · f4 pedone del nero · g4 donna del bianco · b3 pedone del bianco · f3 cavallo del bianco · h3 pedone del nero · a2 torre del nero · b2 pedone del bianco · c2 pedone del bianco · f2 pedone del bianco · c1 cavallo del bianco · h1 re del bianco | a8 alfiere del nero · e7 pedone del nero · h7 torre del nero · e6 alfiere del bianco · h6 pedone del nero · e5 pedone del nero · b4 cavallo del nero · e4 re del nero · f4 pedone del nero · g4 donna del bianco · b3 pedone del bianco · f3 cavallo del bianco · h3 pedone del nero · a2 torre del nero · b2 pedone del bianco · c2 pedone del bianco · f2 pedone del bianco · c1 cavallo del bianco · h1 re del bianco | a8 alfiere del nero · e7 pedone del nero · h7 torre del nero · e6 alfiere del bianco · h6 pedone del nero · e5 pedone del nero · b4 cavallo del nero · e4 re del nero · f4 pedone del nero · g4 donna del bianco · b3 pedone del bianco · f3 cavallo del bianco · h3 pedone del nero · a2 torre del nero · b2 pedone del bianco · c2 pedone del bianco · f2 pedone del bianco · c1 cavallo del bianco · h1 re del bianco | a8 alfiere del nero · e7 pedone del nero · h7 torre del nero · e6 alfiere del bianco · h6 pedone del nero · e5 pedone del nero · b4 cavallo del nero · e4 re del nero · f4 pedone del nero · g4 donna del bianco · b3 pedone del bianco · f3 cavallo del bianco · h3 pedone del nero · a2 torre del nero · b2 pedone del bianco · c2 pedone del bianco · f2 pedone del bianco · c1 cavallo del bianco · h1 re del bianco | a8 alfiere del nero · e7 pedone del nero · h7 torre del nero · e6 alfiere del bianco · h6 pedone del nero · e5 pedone del nero · b4 cavallo del nero · e4 re del nero · f4 pedone del nero · g4 donna del bianco · b3 pedone del bianco · f3 cavallo del bianco · h3 pedone del nero · a2 torre del nero · b2 pedone del bianco · c2 pedone del bianco · f2 pedone del bianco · c1 cavallo del bianco · h1 re del bianco | a8 alfiere del nero · e7 pedone del nero · h7 torre del nero · e6 alfiere del bianco · h6 pedone del nero · e5 pedone del nero · b4 cavallo del nero · e4 re del nero · f4 pedone del nero · g4 donna del bianco · b3 pedone del bianco · f3 cavallo del bianco · h3 pedone del nero · a2 torre del nero · b2 pedone del bianco · c2 pedone del bianco · f2 pedone del bianco · c1 cavallo del bianco · h1 re del bianco | 4 |
| 3 | a8 alfiere del nero · e7 pedone del nero · h7 torre del nero · e6 alfiere del bianco · h6 pedone del nero · e5 pedone del nero · b4 cavallo del nero · e4 re del nero · f4 pedone del nero · g4 donna del bianco · b3 pedone del bianco · f3 cavallo del bianco · h3 pedone del nero · a2 torre del nero · b2 pedone del bianco · c2 pedone del bianco · f2 pedone del bianco · c1 cavallo del bianco · h1 re del bianco | a8 alfiere del nero · e7 pedone del nero · h7 torre del nero · e6 alfiere del bianco · h6 pedone del nero · e5 pedone del nero · b4 cavallo del nero · e4 re del nero · f4 pedone del nero · g4 donna del bianco · b3 pedone del bianco · f3 cavallo del bianco · h3 pedone del nero · a2 torre del nero · b2 pedone del bianco · c2 pedone del bianco · f2 pedone del bianco · c1 cavallo del bianco · h1 re del bianco | a8 alfiere del nero · e7 pedone del nero · h7 torre del nero · e6 alfiere del bianco · h6 pedone del nero · e5 pedone del nero · b4 cavallo del nero · e4 re del nero · f4 pedone del nero · g4 donna del bianco · b3 pedone del bianco · f3 cavallo del bianco · h3 pedone del nero · a2 torre del nero · b2 pedone del bianco · c2 pedone del bianco · f2 pedone del bianco · c1 cavallo del bianco · h1 re del bianco | a8 alfiere del nero · e7 pedone del nero · h7 torre del nero · e6 alfiere del bianco · h6 pedone del nero · e5 pedone del nero · b4 cavallo del nero · e4 re del nero · f4 pedone del nero · g4 donna del bianco · b3 pedone del bianco · f3 cavallo del bianco · h3 pedone del nero · a2 torre del nero · b2 pedone del bianco · c2 pedone del bianco · f2 pedone del bianco · c1 cavallo del bianco · h1 re del bianco | a8 alfiere del nero · e7 pedone del nero · h7 torre del nero · e6 alfiere del bianco · h6 pedone del nero · e5 pedone del nero · b4 cavallo del nero · e4 re del nero · f4 pedone del nero · g4 donna del bianco · b3 pedone del bianco · f3 cavallo del bianco · h3 pedone del nero · a2 torre del nero · b2 pedone del bianco · c2 pedone del bianco · f2 pedone del bianco · c1 cavallo del bianco · h1 re del bianco | a8 alfiere del nero · e7 pedone del nero · h7 torre del nero · e6 alfiere del bianco · h6 pedone del nero · e5 pedone del nero · b4 cavallo del nero · e4 re del nero · f4 pedone del nero · g4 donna del bianco · b3 pedone del bianco · f3 cavallo del bianco · h3 pedone del nero · a2 torre del nero · b2 pedone del bianco · c2 pedone del bianco · f2 pedone del bianco · c1 cavallo del bianco · h1 re del bianco | a8 alfiere del nero · e7 pedone del nero · h7 torre del nero · e6 alfiere del bianco · h6 pedone del nero · e5 pedone del nero · b4 cavallo del nero · e4 re del nero · f4 pedone del nero · g4 donna del bianco · b3 pedone del bianco · f3 cavallo del bianco · h3 pedone del nero · a2 torre del nero · b2 pedone del bianco · c2 pedone del bianco · f2 pedone del bianco · c1 cavallo del bianco · h1 re del bianco | a8 alfiere del nero · e7 pedone del nero · h7 torre del nero · e6 alfiere del bianco · h6 pedone del nero · e5 pedone del nero · b4 cavallo del nero · e4 re del nero · f4 pedone del nero · g4 donna del bianco · b3 pedone del bianco · f3 cavallo del bianco · h3 pedone del nero · a2 torre del nero · b2 pedone del bianco · c2 pedone del bianco · f2 pedone del bianco · c1 cavallo del bianco · h1 re del bianco | 3 |
| 2 | a8 alfiere del nero · e7 pedone del nero · h7 torre del nero · e6 alfiere del bianco · h6 pedone del nero · e5 pedone del nero · b4 cavallo del nero · e4 re del nero · f4 pedone del nero · g4 donna del bianco · b3 pedone del bianco · f3 cavallo del bianco · h3 pedone del nero · a2 torre del nero · b2 pedone del bianco · c2 pedone del bianco · f2 pedone del bianco · c1 cavallo del bianco · h1 re del bianco | a8 alfiere del nero · e7 pedone del nero · h7 torre del nero · e6 alfiere del bianco · h6 pedone del nero · e5 pedone del nero · b4 cavallo del nero · e4 re del nero · f4 pedone del nero · g4 donna del bianco · b3 pedone del bianco · f3 cavallo del bianco · h3 pedone del nero · a2 torre del nero · b2 pedone del bianco · c2 pedone del bianco · f2 pedone del bianco · c1 cavallo del bianco · h1 re del bianco | a8 alfiere del nero · e7 pedone del nero · h7 torre del nero · e6 alfiere del bianco · h6 pedone del nero · e5 pedone del nero · b4 cavallo del nero · e4 re del nero · f4 pedone del nero · g4 donna del bianco · b3 pedone del bianco · f3 cavallo del bianco · h3 pedone del nero · a2 torre del nero · b2 pedone del bianco · c2 pedone del bianco · f2 pedone del bianco · c1 cavallo del bianco · h1 re del bianco | a8 alfiere del nero · e7 pedone del nero · h7 torre del nero · e6 alfiere del bianco · h6 pedone del nero · e5 pedone del nero · b4 cavallo del nero · e4 re del nero · f4 pedone del nero · g4 donna del bianco · b3 pedone del bianco · f3 cavallo del bianco · h3 pedone del nero · a2 torre del nero · b2 pedone del bianco · c2 pedone del bianco · f2 pedone del bianco · c1 cavallo del bianco · h1 re del bianco | a8 alfiere del nero · e7 pedone del nero · h7 torre del nero · e6 alfiere del bianco · h6 pedone del nero · e5 pedone del nero · b4 cavallo del nero · e4 re del nero · f4 pedone del nero · g4 donna del bianco · b3 pedone del bianco · f3 cavallo del bianco · h3 pedone del nero · a2 torre del nero · b2 pedone del bianco · c2 pedone del bianco · f2 pedone del bianco · c1 cavallo del bianco · h1 re del bianco | a8 alfiere del nero · e7 pedone del nero · h7 torre del nero · e6 alfiere del bianco · h6 pedone del nero · e5 pedone del nero · b4 cavallo del nero · e4 re del nero · f4 pedone del nero · g4 donna del bianco · b3 pedone del bianco · f3 cavallo del bianco · h3 pedone del nero · a2 torre del nero · b2 pedone del bianco · c2 pedone del bianco · f2 pedone del bianco · c1 cavallo del bianco · h1 re del bianco | a8 alfiere del nero · e7 pedone del nero · h7 torre del nero · e6 alfiere del bianco · h6 pedone del nero · e5 pedone del nero · b4 cavallo del nero · e4 re del nero · f4 pedone del nero · g4 donna del bianco · b3 pedone del bianco · f3 cavallo del bianco · h3 pedone del nero · a2 torre del nero · b2 pedone del bianco · c2 pedone del bianco · f2 pedone del bianco · c1 cavallo del bianco · h1 re del bianco | a8 alfiere del nero · e7 pedone del nero · h7 torre del nero · e6 alfiere del bianco · h6 pedone del nero · e5 pedone del nero · b4 cavallo del nero · e4 re del nero · f4 pedone del nero · g4 donna del bianco · b3 pedone del bianco · f3 cavallo del bianco · h3 pedone del nero · a2 torre del nero · b2 pedone del bianco · c2 pedone del bianco · f2 pedone del bianco · c1 cavallo del bianco · h1 re del bianco | 2 |
| 1 | a8 alfiere del nero · e7 pedone del nero · h7 torre del nero · e6 alfiere del bianco · h6 pedone del nero · e5 pedone del nero · b4 cavallo del nero · e4 re del nero · f4 pedone del nero · g4 donna del bianco · b3 pedone del bianco · f3 cavallo del bianco · h3 pedone del nero · a2 torre del nero · b2 pedone del bianco · c2 pedone del bianco · f2 pedone del bianco · c1 cavallo del bianco · h1 re del bianco | a8 alfiere del nero · e7 pedone del nero · h7 torre del nero · e6 alfiere del bianco · h6 pedone del nero · e5 pedone del nero · b4 cavallo del nero · e4 re del nero · f4 pedone del nero · g4 donna del bianco · b3 pedone del bianco · f3 cavallo del bianco · h3 pedone del nero · a2 torre del nero · b2 pedone del bianco · c2 pedone del bianco · f2 pedone del bianco · c1 cavallo del bianco · h1 re del bianco | a8 alfiere del nero · e7 pedone del nero · h7 torre del nero · e6 alfiere del bianco · h6 pedone del nero · e5 pedone del nero · b4 cavallo del nero · e4 re del nero · f4 pedone del nero · g4 donna del bianco · b3 pedone del bianco · f3 cavallo del bianco · h3 pedone del nero · a2 torre del nero · b2 pedone del bianco · c2 pedone del bianco · f2 pedone del bianco · c1 cavallo del bianco · h1 re del bianco | a8 alfiere del nero · e7 pedone del nero · h7 torre del nero · e6 alfiere del bianco · h6 pedone del nero · e5 pedone del nero · b4 cavallo del nero · e4 re del nero · f4 pedone del nero · g4 donna del bianco · b3 pedone del bianco · f3 cavallo del bianco · h3 pedone del nero · a2 torre del nero · b2 pedone del bianco · c2 pedone del bianco · f2 pedone del bianco · c1 cavallo del bianco · h1 re del bianco | a8 alfiere del nero · e7 pedone del nero · h7 torre del nero · e6 alfiere del bianco · h6 pedone del nero · e5 pedone del nero · b4 cavallo del nero · e4 re del nero · f4 pedone del nero · g4 donna del bianco · b3 pedone del bianco · f3 cavallo del bianco · h3 pedone del nero · a2 torre del nero · b2 pedone del bianco · c2 pedone del bianco · f2 pedone del bianco · c1 cavallo del bianco · h1 re del bianco | a8 alfiere del nero · e7 pedone del nero · h7 torre del nero · e6 alfiere del bianco · h6 pedone del nero · e5 pedone del nero · b4 cavallo del nero · e4 re del nero · f4 pedone del nero · g4 donna del bianco · b3 pedone del bianco · f3 cavallo del bianco · h3 pedone del nero · a2 torre del nero · b2 pedone del bianco · c2 pedone del bianco · f2 pedone del bianco · c1 cavallo del bianco · h1 re del bianco | a8 alfiere del nero · e7 pedone del nero · h7 torre del nero · e6 alfiere del bianco · h6 pedone del nero · e5 pedone del nero · b4 cavallo del nero · e4 re del nero · f4 pedone del nero · g4 donna del bianco · b3 pedone del bianco · f3 cavallo del bianco · h3 pedone del nero · a2 torre del nero · b2 pedone del bianco · c2 pedone del bianco · f2 pedone del bianco · c1 cavallo del bianco · h1 re del bianco | a8 alfiere del nero · e7 pedone del nero · h7 torre del nero · e6 alfiere del bianco · h6 pedone del nero · e5 pedone del nero · b4 cavallo del nero · e4 re del nero · f4 pedone del nero · g4 donna del bianco · b3 pedone del bianco · f3 cavallo del bianco · h3 pedone del nero · a2 torre del nero · b2 pedone del bianco · c2 pedone del bianco · f2 pedone del bianco · c1 cavallo del bianco · h1 re del bianco | 1 |
|   | a | b | c | d | e | f | g | h |   |

Soluzione:
1. Dh5 !  (min. 2. Dxe5+ Rxf3 3. De2#)
1. ...Ta5  2. c3 ...  3. Cd2#

  (2... Td5 3. Af5#)

1. ...Cc6  2. c4 ...  3. Ad5#